# Cardoso Moreira
Cardoso Moreira là một đô thị thuộc bang Rio de Janeiro, Brasil. Đô thị này có diện tích 514,882 km², dân số năm 2007 là 12441 người, mật độ 24,2 người/km².